# Calathea porphyrocaulis
Calathea porphyrocaulis är en strimbladsväxtart som först beskrevs av William Bull, och fick sitt nu gällande namn av Nicholas Edward Brown. Calathea porphyrocaulis ingår i släktet Calathea och familjen strimbladsväxter. Inga underarter finns listade.